# Carson, California
Carson este un oraș din California, SUA. Se află la o altitudine de 12 m deasupra nivelului mării. Are o suprafață de 49,123336 km². Populația este de 95.558 locuitori, determinată în 1 aprilie 2020, prin recensământ.